# Le Tour du monde
Le Tour du monde, nouveau journal des voyages (en español: La Vuelta al mundo, nuevo periódico de viajes) fue una publicación periódica existente entre 1860 y 1914.

## Historia
La revista de viajes Le Tour du Monde fue creada en enero de 1860 por Édouard Charton, anterior creador de la Magasin Pittoresque, y bajo el amparo de la Librería Hachette: cada seis meses, todos los folletos semanales vendidos en las estaciones de tren se reunían en un único volumen, ofertado de esta forma en las librerías. Cada número tiene al menos 16 páginas, combinando textos y grabados xilográficos en blanco y negro, que fueron gradualmente reemplazadas por reproducciones de fotografías a finales del siglo XIX. Los trabajos de impresión y grabado se llevaron a cabo en el establecimiento de Charles Lahure.
Le Tour du Monde era un semanario dirigido a lectores populares y dedica su contenido a viajes y exploración. Describió con detalle muchas de las grandes expediciones que marcaron el final del siglo XIX y principios del XX, el último gran período de exploración del globo por parte de los viajeros occidentales. Unos cincuenta años que abarcan un período que va desde el descubrimiento de las fuentes del Nilo, a principios de la década de 1860, hasta la conquista del Polo Sur, a finales de 1911.
Una segunda serie, mucho más moderna y con imágenes fotográficas, se inauguró en 1895 bajo el título Le Tour du monde, journal des voyages et des voyageurs (La Vuelta al mundo, periódico de viajes y de viajeros). Poco después del estallido de la Primera Guerra Mundial, la revista deja de aparecer. En febrero de 1930, el título fue comprado por la revista Lectures pour tous.